# Erreur tragique
Erreur tragique és una pel·lícula muda francesa escrita i dirigida per Louis Feuillade i estrenada el 24 de gener de 1913.

## Sinopsi
Un jove aristòcrata, René de Romiguières, és presa d'una gelosia assassina després de veure accidentalment la seva esposa, amb la que s'ha csat fa poc, en una pel·lícula amb un altre home. René intenta controlar-se al principi, però finalment planeja una mort horrible per la seva dona. Aleshores es pregunta: era realment Suzanne el que va veure a la pantalla?

## Repartiment
- René Navarre : René de Romiguières
- Suzanne Grandais : Suzanne de Romiguières
- Ernest Bourbon : Onésime
- Paul Manson
- Marie Dorly : la governanta